# Bertil Malmberg (lingüista)
Bertil Malmberg (Helsingborg, 22 d'abril de 1913 - Lund, 8 d'octubre de 1994) fou un foneticista, romanista i lingüista suec.

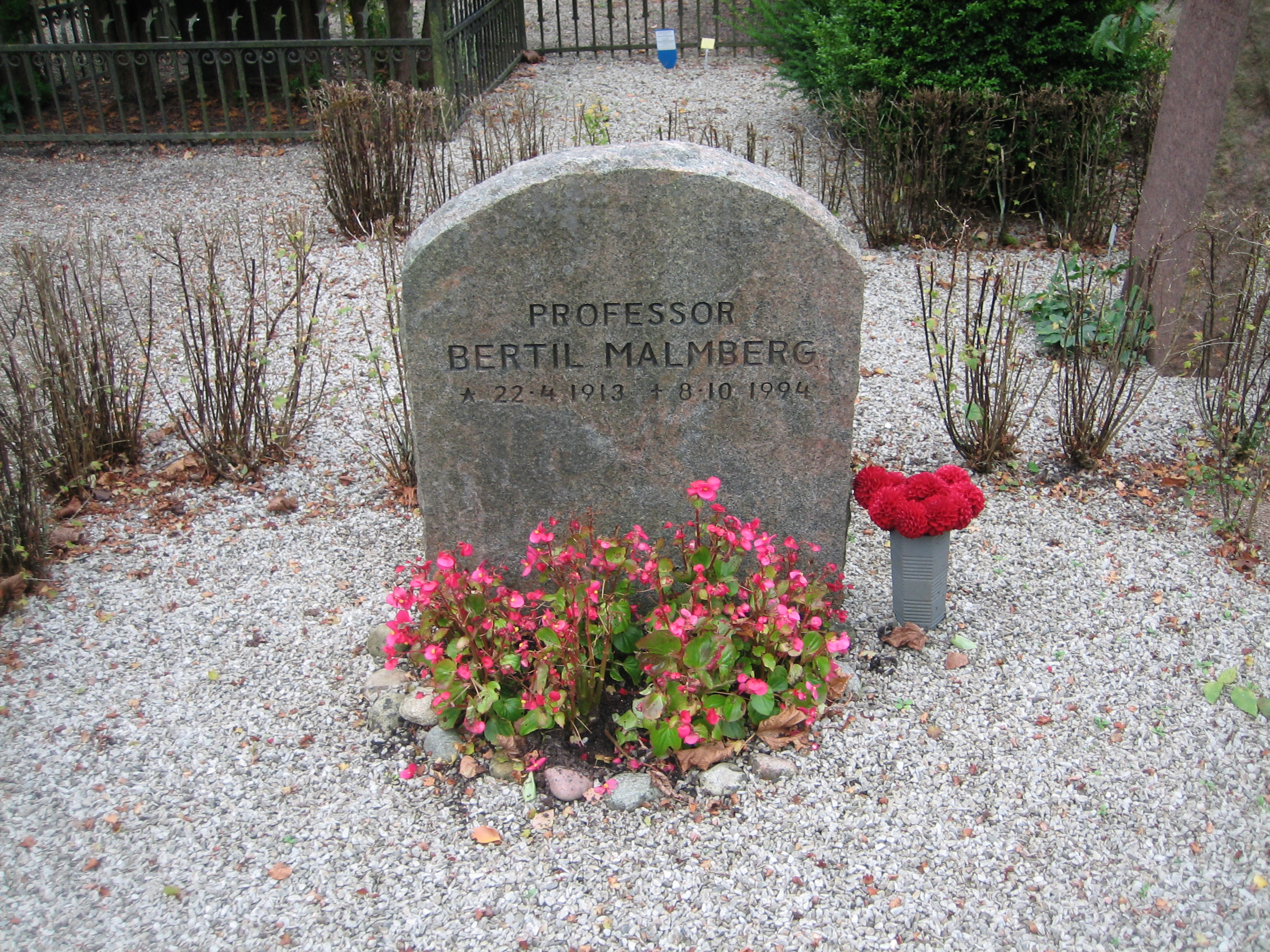
Tomba de Malmberg a Lund

Malmberg va estudiar a les universitats de Lund, Grenoble (1933) i París (1937), on va ser influït per l'obra de Ferdinand de Saussure i els lingüistes de l'escola de Praga (Nikolai Trubetskoi i Roman Jakobson). Es va doctorar el 1940 a Lund amb una tesi que consistia en l'edició de Le roman du comte de Poitiers. Poème français du XIIIe siècle (Lund 1940). De 1950 a 1969 va ser catedràtic de la recentment creada càtedra de fonètica a Lund, i a partir de 1969 fou catedràtic de lingüística general a la mateixa universitat. El 1947 va fundar, junt amb Stig Wikander, la revista Studia Linguistica. Fou també coeditor de la International Review for Applied Linguistics (IRAL).
Malmberg fou nomenat doctor honoris causa per la Sorbonne i també membre de la legió d'honor. El 1994 va rebre el gran premi de l'acadèmia sueca de lletres (Vitterhetsakademin), el "Ann-Kersti och Håkan Swenssons pris", que és el major premi suec per a un estudiós de les humanitats,
Una part de la seva recerca es dedicà a la fonètica de l'espanyol. Fou autor de diversos manuals de fonètica i de lingüistica en general i molts d'ells han estat traduïts a diverses llengües (francès, anglès, espanyol).

## Obres
- Le système consonantique du français moderne. Etudes de phonétique et de phonologie. Lund 1943.
- Die Quantität als phonetisch-phonologischer Begriff. Eine allgemeinsprachliche Studie. Lund/Leipzig 1944.
- Système et méthode. Trois études de linguistique générale. Lund 1945.
- Notes de grammaire historique française. Lund 1945.
- Till frågan om språkets systemkaraktär. Lund 1947.
- L'espagnol dans le nouveau monde. Problème de linguistique générale. Lund 1948.
- Páginas argentinas. En samling prosatexter med kommentar (ed.), Estocolm 1949.
- Kort lärobok i fonetik. Till den högre undervisningens tjänst. Lund 1949, 1983.
- Études sur la phonétique de l'espagnol parlé en Argentine. Lund 1950.
- Svensk fonetik. I jämförande framställning. Lund 1951.
- Engelsk ljudlära. Estocolm 1952, 1955.
- Franska på ett år (amb Olov Vidaeus), Estocolm 1953.
- Sydsvensk ordaccent. En experimentalfonetisk undersökning. Lund 1953.
- La phonétique. París 1954, 17ena edició 1994 (Que sais-je? 637); en portuguès: Lisboa 1954; japonès 1959; anglès: Nova York 1963; espanyol: Buenos Aires 1964
- Fransk nybörjarbok (amb Olov Vidaeus), Estocolm 1957.
- Nya vägar inom språkforskningen. En orientering i modern lingvistik. Estocolm 1959; anglès: New trends in linguistics. An orientation. Estocolm 1964; francès: Les Nouvelles tendances de la linguistique. París 1966, 1972; italià: La linguistica contemporanea. Bolonya 1972; espanyol: Mèxic 1975.
- Tysk ljudlära (amb Gustav Korlén), Lund 1959.
- Tysk fonetik (amb Gustav Korlén), Lund 1960.
- Structural linguistics and human communication. An introduction into the mechanism of language and the methodology of linguistics. Berlín 1963; espanyol: Madrid 1969; italià: Torí 1975.
- Spansk fonetik. Lund 1963, 1983.
- Språket och människan. Tankar om språk och språkforskning. Estocolm 1964; danès: Copenhaguen 1965; espanyol: Madrid 1974; portugiesisch: A língua e o homem. Rio de Janeiro 1976.
- Estudios de fonética hispánica. Madrid 1965.
- Det spanska Amerika i språkets spegel. Iakttagelser av språk- och kulturmönster. Estocolm 1966.
- Nyare fonetiska rön och andra uppsatser i allmän och svensk fonetik. Lund 1966.
- Uttalsundervisning. Teori och metodik. Estocolm 1967.
- Introduktion till fonetiken som vetenskap. Estocolm 1969; francès: Les domaines de la phonétique. París 1971; alemany: Einführung in die Phonetik als Wissenschaft. Múnic 1976.
- Språkinlärning. En orientering och ett debattinlägg. Estocolm 1971.
- Phonétique générale et romane. Etudes en allemand, anglais, espagnol et français. París/La Haia 1971.
- I språkets tecken. Lund 1972.
- Readings in modern linguistics. An anthology (ed.), La Haia 1972.
- Teckenlära. En introduktion till tecknens och symbolernas problematik. Estocolm 1973.
- Linguistique générale et romane. Etudes en allemand, anglais, espagnol et français. La Haia/París 1973.
- Manuel de phonétique générale. Introduction à l'analyse scientifique de l'expression du langage. París 1974; italià: Manuale di fonetica generale. Bolonya 1977, 1984.
- Introduction to phonetics (amb Leonard Francis Brosnahan), Cambridge 1976.
- Språken i tid och rum. Estocolm 1977.
- Signes et symboles. Les bases du langage humain. París 1977.
- Pierre Delattre, Studies in comparative phonetics. English, German, Spanish and French. (ed.), Heidelberg 1981.
- Le Langage, signe de l'humain. París 1979; espanyol: Introducción a la lingüística. Barcelona 1982, 1988.
- Analyse du langage au XXe. Théories et méthodes. París 1983; espanyol: Análisis del lenguaje en el siglo XX. Teorías y métodos. Madrid 1986; italià: L'analisi del linguaggio nel XX secolo. Teorie e metodi. Bolonya 1986.
- Histoire de la linguistique. De Sumer à Saussure. París 1991.